# ムラサキホウキタケ
ムラサキホウキタケ（紫箒茸、学名: Clavaria zollingeri）はシロソウメンタケ科シロソウメンタケ属に属する小型のキノコ（菌類）の一種。和名は子実体が紫色で、数回分枝して広がる様子が箒（ほうき）に見立てられたことから名付けられている。食用できる。

## 分布・生態
日本各地、および北半球、南アメリカ、オーストラリアなど、汎世界的に分布する。
夏（梅雨）から秋にかけて、ブナ、ミズナラ、コナラ、クヌギなど雑木林や各種林内の地上に群生または散生する。生活型は不明とされる。

## 形態
子実体は棍棒状で、高さ1.5 - 5センチメートル (cm) 、大きなものでは7.5 cmになり、基部から枝が二股状に1 - 4回分岐してサンゴ状になる。幅は3 - 6 cm。一般には叢生して株の径は4 - 7 cmほどになるが、ときに単独で生えることもある。断面は円筒形で、柄は径2 - 3ミリメートル (mm) 、先端はあまり細くならない。表面はなめらかで粘性がなく、全体の色はすみれ色から淡紫色、あるいは赤紫色から青紫色を呈し、成長にともなって色褪せて黄色を帯びてくる。肉は表面と同色でもろく、無味無臭、子実体が壊れやすい。
菌糸隔壁はクランプを欠く。担子胞子は5.5 - 7 × 4.5 - 5.5マイクロメートル (μm) の広楕円形から亜球形で、平滑で無色、非アミロイド性。胞子紋は白色。

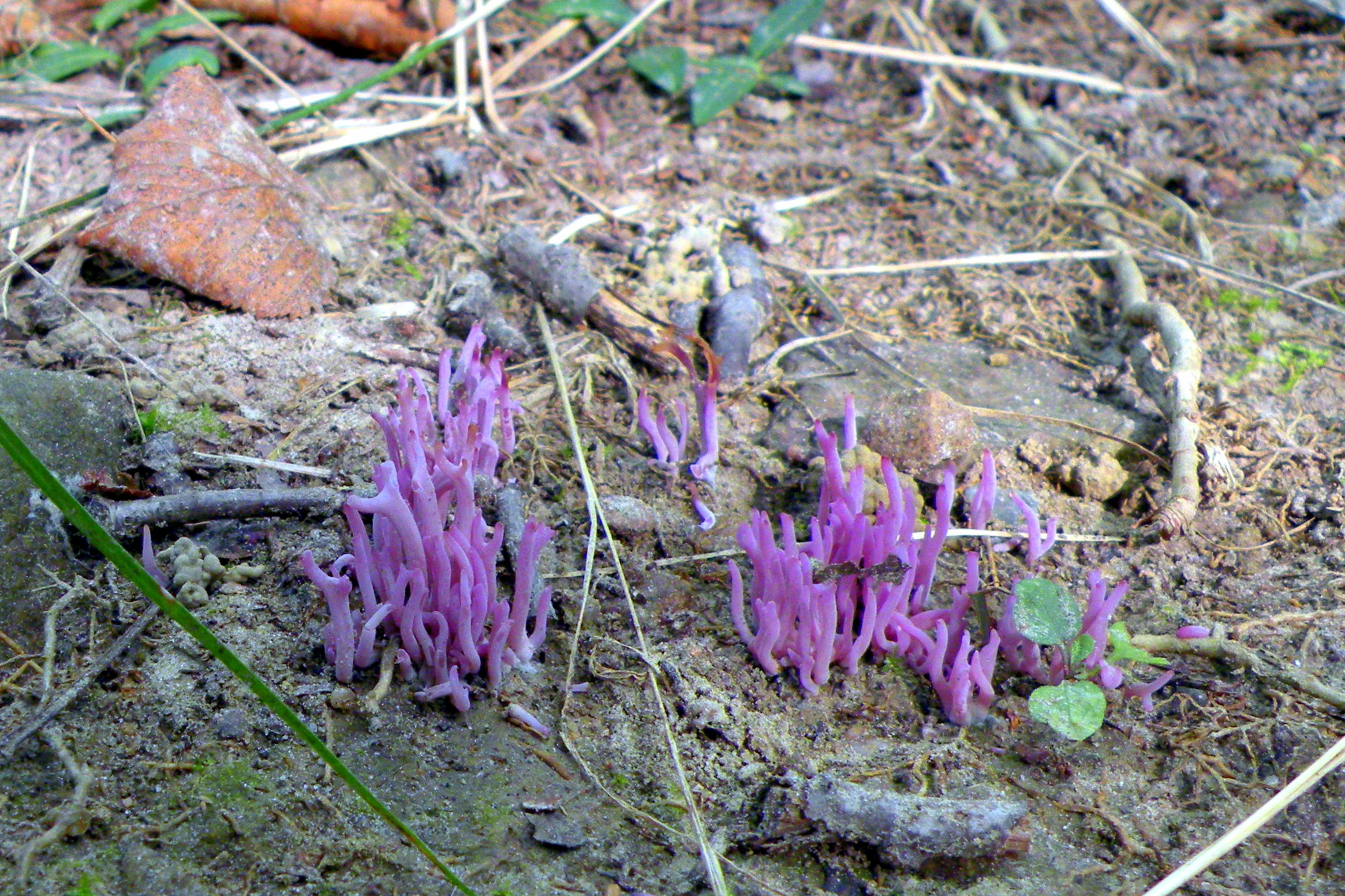
群生したムラサキホウキタケ
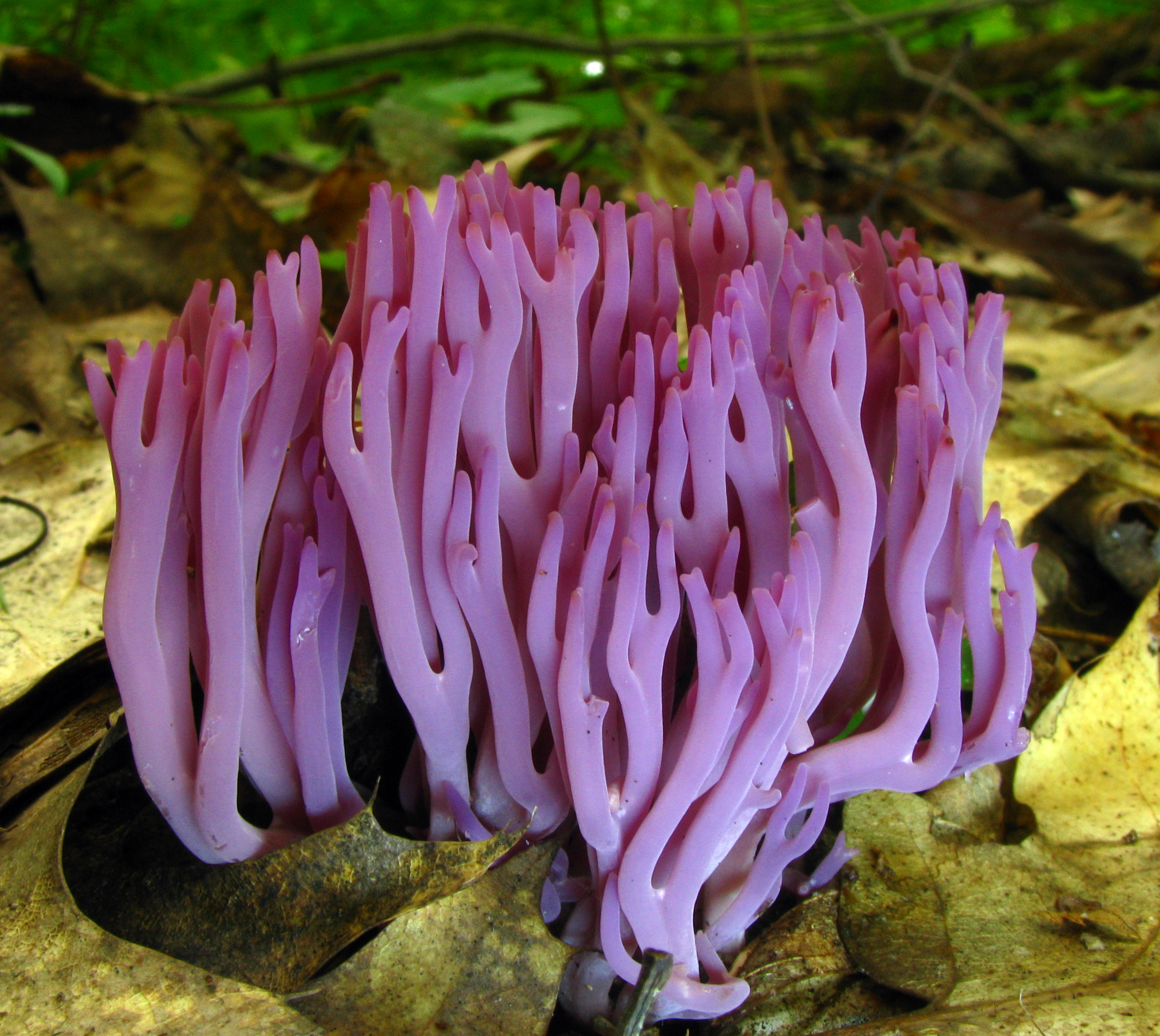
ふつう叢生する
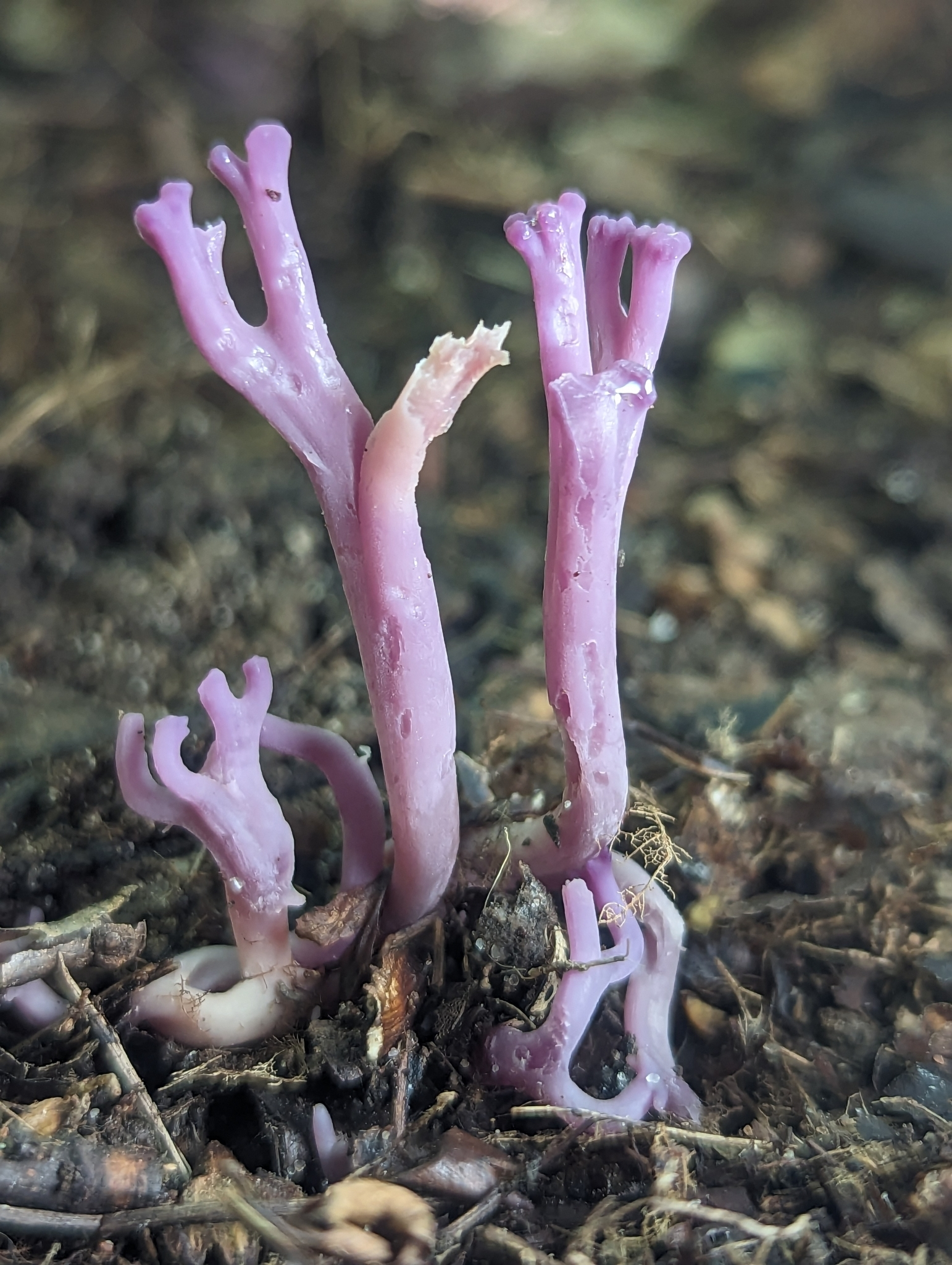
単独で生えることもある
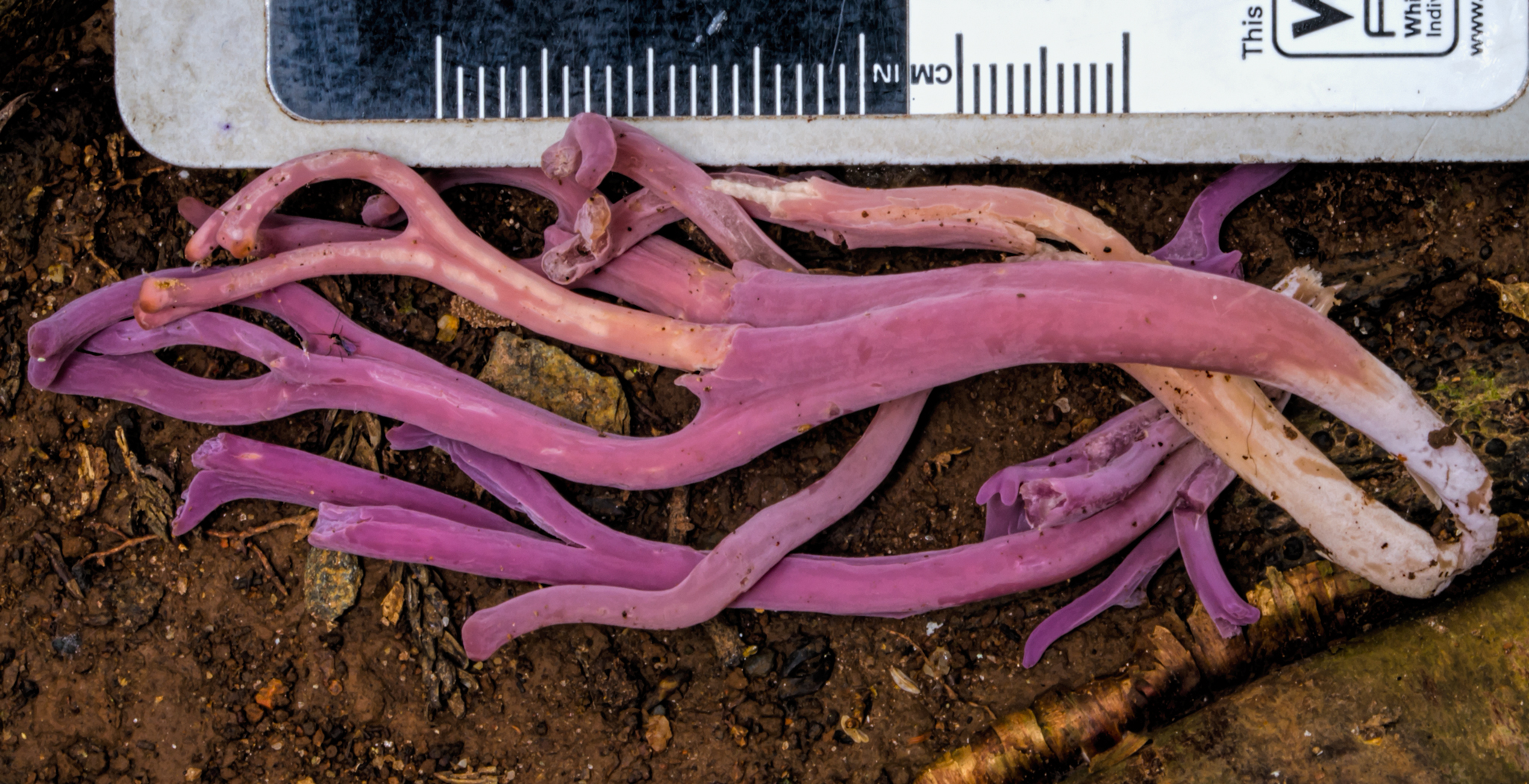
子実体は数回分枝して、先はあまり細まらない

## 利用
食用になるキノコで、肉質はかたく無味無臭でクセがない。軽く湯がいて下処理してから利用し、すき焼き、酢の物、カラシ和え、すまし汁、けんちん汁などにすると合う。

## 類似するキノコ
色や形が似ている種類のキノコがあるため、種の区別が難しいといわれる。ムラサキナギナタタケ（Alloclavaria purpurea）はかつては同属とされたが遠縁のタバコウロコタケ目ヒナノヒガサ科のキノコで、ほとんど枝分かれせず先端が細く尖る。ムラサキホウキタケモドキ（Clavulina amethystinoides）は、形は似ているが遠縁のアンズタケ目ハリタケ科のキノコであり、分枝が少なく枝先が細くなる。
形態的に似た色違いのキノコとしては、白色のフサヒメホウキタケ（Artomyces pyxidatus）、先端が鮮やかな黄色のコガネホウキタケ（Ramaria aurea）、薄紫色のウスムラサキホウキタケ（Ramaria fumigata）などがあり、色彩豊かなキノコが多い。